# Villante
Villante es una localidad del municipio español de Laredo, en Cantabria. En el año 2008 contaba con una población de 11 habitantes (INE). La localidad se encuentra a 125 metros de altitud sobre el nivel del mar, y a 2 kilómetros de la capital municipal, Laredo.